# Амброуз, Эфе
Эфетобо́ре А́мброуз Эмуо́бо (англ. Efetobore Ambrose Emuobo; родился 18 октября 1988, Кадуна, Нигерия), более известный как Э́фе А́мброуз (англ. Efe Ambrose) — нигерийский футболист, защитник сборной Нигерии.

## Карьера

### Ранняя карьера
Амброуз начал свою профессиональную карьеру в «Кадуна Юнайтед» в 2006 году, а через два года, в сезоне 2008/2009, он был арендован «Байельса Юнайтед», но остался в «Кадуна Юнайтед» после того, как помог им выйти в высший дивизион.

### «Ашдод»
Амброуз перешёл в клуб израильской Премьер-лиги «Ашдод» в июне 2010. Он дебютировал в клубе в матче против «Маккаби» Нетания, закончившемся поражением 0:2. Позже, в матче против «Маккаби» Тель-Авив, также проигранном 1:4, он забил свой первый гол за клуб.

### «Селтик»
В 2012 году, в последний день летнего трансферного окна, Амброуз подписал трёхлетний контракт с шотландским клубом «Селтик». После своего перехода он поблагодарил своих новых одноклубников за то, что помогли ему быстро адаптироваться в Глазго. Также Амброуз рассказал о том, что он изучал британский футбол перед тем как перейти в «Селтик», просматривая игры шотландской и английской Премьер-лиг по телевидению, после того, как услышал об интересе со стороны шотландской команды.
Амброуз дебютировал в клубе, выйдя на замену вместо капитана «Селтика» Скотта Брауна в матче шотландской Премьер-лиги против «Данди», завершившемся победой 2:0. Свой первый полный матч он отыграл против «Рэйт Роверс» в Кубке Шотландии, выигранном 4:1. Свой первый гол он забил в победном матче (5:0) против «Сент-Миррен» 20 октября 2012. Также Амброуз дебютировал в Лиге чемпионов, где он отыграл 90 минут в матче, завершившемся победой 3:2 над московским «Спартаком». 4 ноября, в матче против «Данди Юнайтед» Амроуз допустил ошибку, срезав мяч в свои ворота, а сама встреча завершилась вничью 2:2. После матча он сказал, что очень подавлен и чувствовал, что мог оставить чистый мяч. Амброуз дважды выходил в стартовом составе в матчах Лиги чемпионов против «Барселоны», в которых его команда выиграла дома, но проиграла в Испании. Перед матчем против каталонцев Амброуз пообещал, что сыграет свою лучшую игру в клубе. После матча, завершившемся победой «Селтика» 2:1, Амброуз рассказал о том, что считает победу против «Барселоны» лучшим подарком к 125-летию клуба и отдал должное Богу за финальный счёт.

## Международная карьера
Амброуз был в составе сборной Нигерии на молодёжном чемпионате мира 2007, прошедшем в Канаде. Позже, в составе олимпийской сборной он принимал участие в Олимпийских играх 2008 в Пекине.
В составе сборной Нигерии Амброуз стал победителем Кубка африканских наций 2013.

### Международные голы
| № | Дата            | Город   | Соперник | Счёт | Результат | Турнир                                         |
| - | --------------- | ------- | -------- | ---- | --------- | ---------------------------------------------- |
| 1 | 13 октября 2012 | Калабар | Либерия  | 6-1  | Победа    | Отборочный турнир Кубка африканских наций 2013 |

## Стиль игры
В сборной Нигерии Амброуз часто играет на позиции опорного полузащитника. В составе «Ашдода» он также играл центрального или правого защитника.

## Статистика
| Клуб            | Сезон           | Лига | Лига  | Кубок | Кубок | Кубок лиги | Кубок лиги | Европа | Европа | Всего | Всего |
| Клуб            | Сезон           | Игр  | Голов | Игр   | Голов | Игр        | Голов      | Игр    | Голов  | Игр   | Голов |
| --------------- | --------------- | ---- | ----- | ----- | ----- | ---------- | ---------- | ------ | ------ | ----- | ----- |
| Ашдод           | 2010/11         | 31   | 1     | 6     | 0     | 2          | 0          | -      | -      | 39    | 1     |
| Ашдод           | 2011/12         | 35   | 2     | 1     | 0     | 4          | 2          | -      | -      | 40    | 4     |
| Ашдод           | 2012/13         | 1    | 0     | 3     | 0     | 0          | 0          | -      | -      | 4     | 0     |
| Ашдод           | Всего           | 67   | 3     | 10    | 0     | 6          | 2          | -      | -      | 83    | 5     |
| Селтик          | 2012/13         | 16   | 1     | 2     | 0     | 2          | 0          | 5      | 0      | 25    | 1     |
| Селтик          | Всего           | 16   | 1     | 2     | 0     | 2          | 0          | 5      | 0      | 25    | 1     |
| Всего в карьере | Всего в карьере | 83   | 4     | 12    | 0     | 8          | 2          | 5      | 0      | 108   | 6     |

## Достижения
Клубные
 Байельса Юнайтед
- Премьер-лига Нигерии: 2009

 Кадуна Юнайтед
- Кубок Нигерии: 2010

 Селтик
- Премьер-лига Шотландии: 2013, 2014
- Обладатель Кубка Шотландии: 2013
- Обладатель Кубка шотландской лиги: 2015

Международные
 Сборная Нигерии
- Обладатель Кубка африканских наций: 2013.

Индивидуальные
- Команда тура в Лиге чемпионов УЕФА: (3 тур, 2012/2013)
- Команда турнира Кубка африканских наций 2013: 2013